# Kawamori Yoshizō

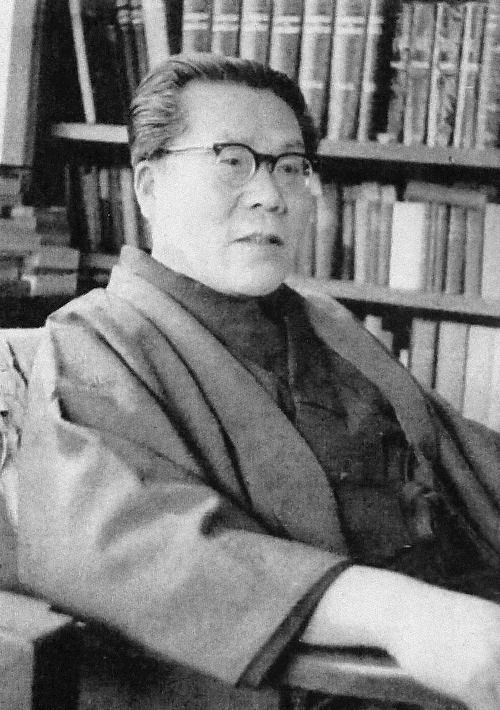
Kawamori Yoshozō

Kawamori Yoshizō (japanisch 河盛 好蔵; geboren 4. Oktober 1902 in Sakai (Präfektur Osaka); gestorben 27. März 2000 in Tōkyō) war ein japanischer Literaturkritiker.

## Leben und Wirken
Kawamori Yoshizō schloss 1926 sein Studium der Romanistik an der Universität Kyōto ab. Von 1928 bis 1930 bildete er sich in Frankreich an der Universität von Paris und der von Grenoble mit dem Schwerpunkt der moralistischen Literatur weiter. Nach seiner Rückkehr lehrte er französische Literatur an der Rikkyō-Universität, an der „Tokyo University of Education“ (東京教育大学), an der „Kyoritsu Women's University“ (共立女子大学), einer privaten Universität in Tōkyō, und an anderen Einrichtungen. Daneben arbeitete Kawamori als Literaturkritiker. 1970 wurde er Mitglied der Akademie der Künste.
Kawamori gewann 1961 den Yomiuri-Literaturpreis für sein Werk „Geschichte der französischen Literatur“ (フランス文壇史, Furansu bundan-shi), an dem er von 1954 bis 1957 gearbeitet hatte. Sein Werk „Pariser Melancholie – Baudelaire und seine Zeit“ (パリの憂愁－ボードレールとその時代、Pari no yūshū – Baudelaire to sono jidai) war seine Lebensarbeit, für die er besonders bekannt ist. Für dieses Werk erhielt er 1979 den Osaragi-Jirō-Preis. 1985 erhielt er den Kikuchi-Kan-Preis. Zu seinen weiteren Werken gehören „Der Mensch und seine Art, miteinander umzugehen“ (人とつきあう法, Hito to tsukiau-hō) aus dem Jahr 1958 und „Gespräche mit Ibuse Masuji“ (井伏鱒二隋聞, Ibuse Masuji zuimon), 1986.
1986 wurde Kawamori als Person mit besonderen kulturellen Verdiensten geehrt und 1988 mit dem Kulturorden ausgezeichnet.